# Reichskriegsgericht

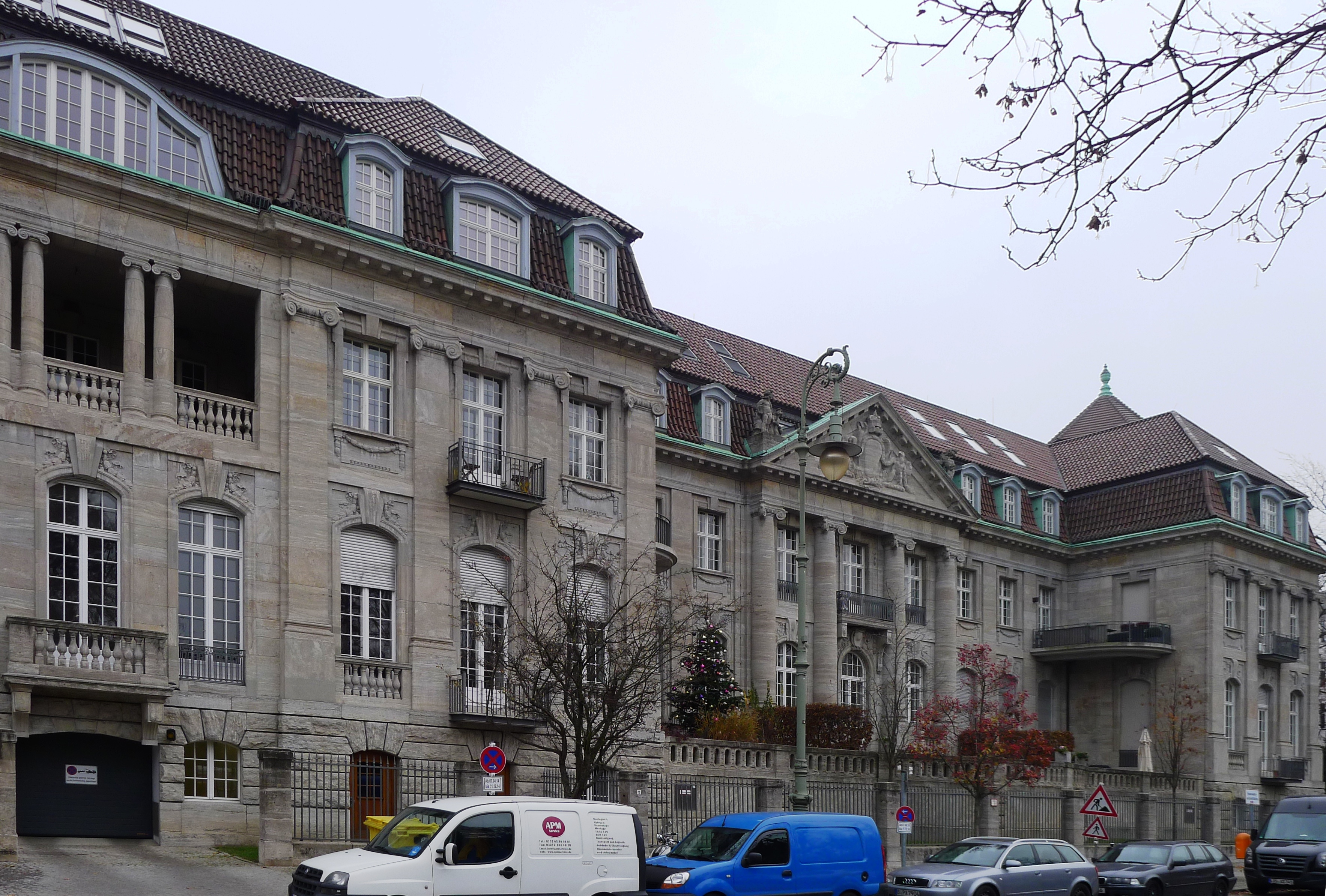
Bâtiment abritant anciennement le Reichskriegsgericht à Berlin-Charlottenbourg.

Le Reichskriegsgericht (RKG, en français : cour martiale du Reich) était la plus haute cour martiale à l'époque de l'Allemagne nazie .

## Histoire
Une cour martiale suprême de l'Allemagne était déjà instituée à l'époque impériale ; par l'entrée en vigueur de la Constitution de Weimar en 1920, toutefois, les juridictions spécialisées de la justice militaire ont été supprimées. Après la prise de pouvoir des Nazis et l'incendie du Reichstag, les tribunaux militaires ont été rétablis par la loi du 12 mai 1933, qui a pris effet à partir du 1er janvier 1934. Lors du réarmement de l'Allemagne et la refonte de la Wehrmacht, la Reichskriegsgericht est rétablie en tant que cour suprême, le 1er octobre 1936.
Avant l'entrée en guerre de l'Allemagne, ce tribunal était avant tout une instance d'appel concernant les décisions des tribunaux militaires inférieurs, mais son rôle principal sera de développer le droit militaire. Pendant la guerre, le tribunal a déménagé les 16 et 17 août 1943 à Torgau car la ville était mieux défendue contre les raids aériens, et bien plus proche des deux prisons principales du Reich : le fort Zina et le fort de Brückenkopf.
Ce tribunal était éminemment politique : les juges devaient faire le salut hitlérien, un drapeau du IIIe Reich était présent derrière les juges de même qu'un buste d'Hitler[réf. nécessaire]. Un autre exemple est la nomination de Hermann Göring en tant que juge pour le procès de Hans Graf von Sponeck en 1942.

## Organisation
À l'origine, le RKG est composés de trois chambres (les Senat), un quatrième Senat fut créé en novembre 1941. Deux Senat spéciaux furent également créé durant la guerre, l'un pour juger des affaires délicates et l'autre les généraux. Chaque Senat est composé de quatre magistrats militaires et trois officiers. Le 24 juin 1943, un tribunal d'exception est créé pour la Wehrmacht le Sonder-Standgericht notamment les affaires à caractère politique au sein de l'armée allemande. Il est composé de deux chambres : l'une pour la Heer et l'autre pour la Kriegsmarine et la Luftwaffe.
Avec l'appel au front de nombreux juges entre 1943 et 1944, le personnel est grandement diminué tandis que le nombre d'affaires augmentent. Des petits chambres (klein Senat) sont instaurés, composés de seulement trois juges, ils n'ont fonctionné qu'épisodiquement entre 1944-1945.
Les actes d'accusations sont préparés par une vingtaine de conseillers supérieurs du tribunal, avec à leur tête Walter Redhans puis Alexandre Kraell à partir de 1943.

## Portée juridiques et responsabilité

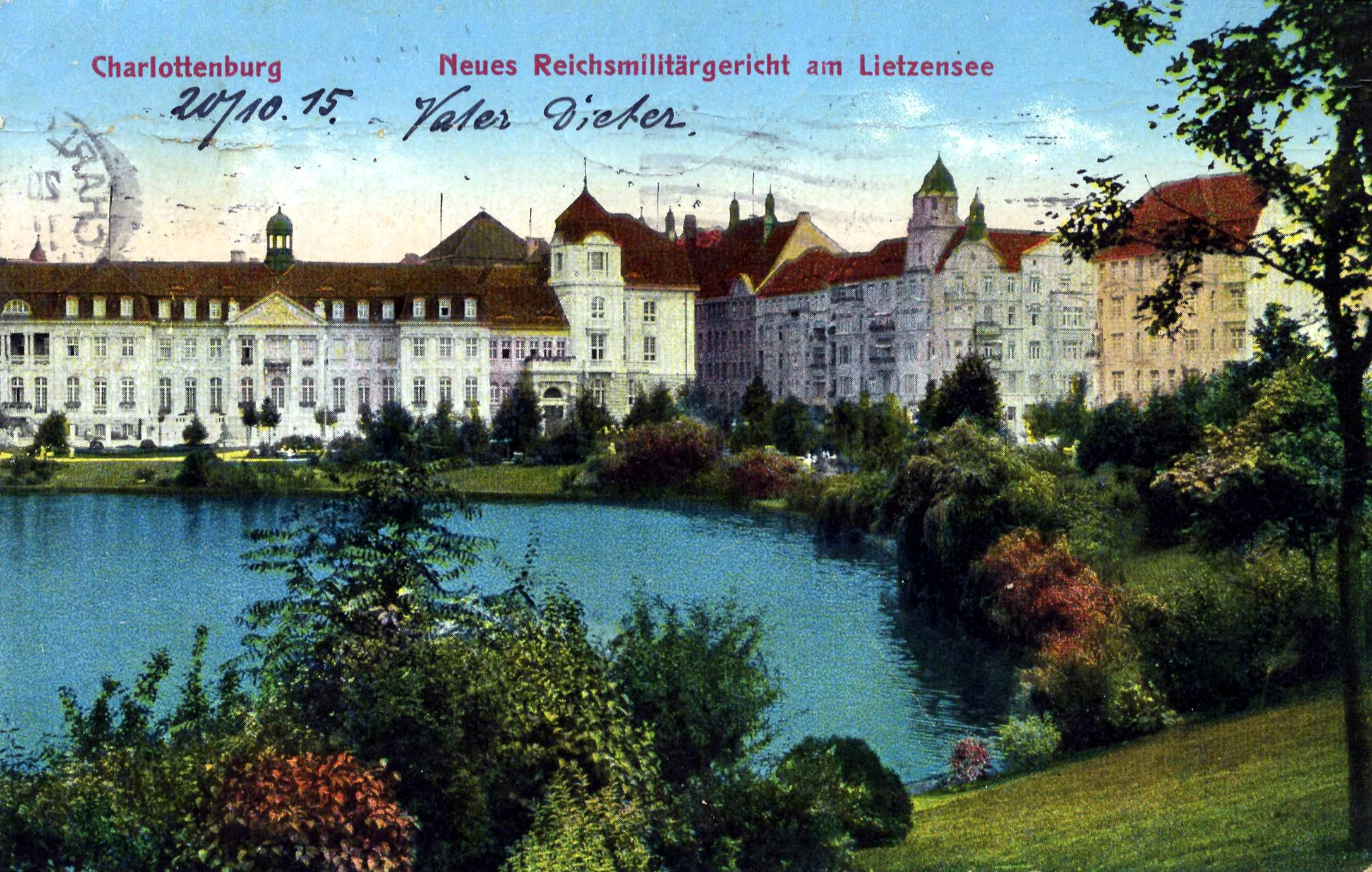
Nouveau Reichsmilitärgericht (à gauche), carte postale, c. 1915.

Selon le code de procédure pénale en temps de guerre (Kriegsstrafverfahrensordnung, KStVO) rédigé par Hitler et Wilhelm Keitel , le 17 août 1938, le RKG serait chargé des actes de haute trahison, trahison, et d'aide à l'ennemi (Kriegsverrat), lorsque l'accusé n'est pas directement passible de poursuite par son commandant en chef. La cour été également entièrement responsable du lancement de toutes les procédures judiciaires à l'encontre des officiers hauts gradés de la Wehrmacht.
Le président du Reichskriegsgericht a les pouvoirs de lancer une enquête, de confirmer ou d'annuler un jugement, tout comme Hitler en sa qualité de commandant en chef de la Wehrmacht. Ce poste est occupé du 12 septembre 1939 au 31 octobre 1944 par l'amiral Max Bastian, qui se fait remplacer par le général Paul von Hase lorsqu'il est malade. Fin octobre 1944, Hase est arrêté pour haute trahison en raison de ses connexions avec les organisateurs de l’opération Walkyrie et condamné à mort par pendaison. Le général Hans-Karl von Scheele prend la tête du RKG après le départ à la retraite de Bastian.

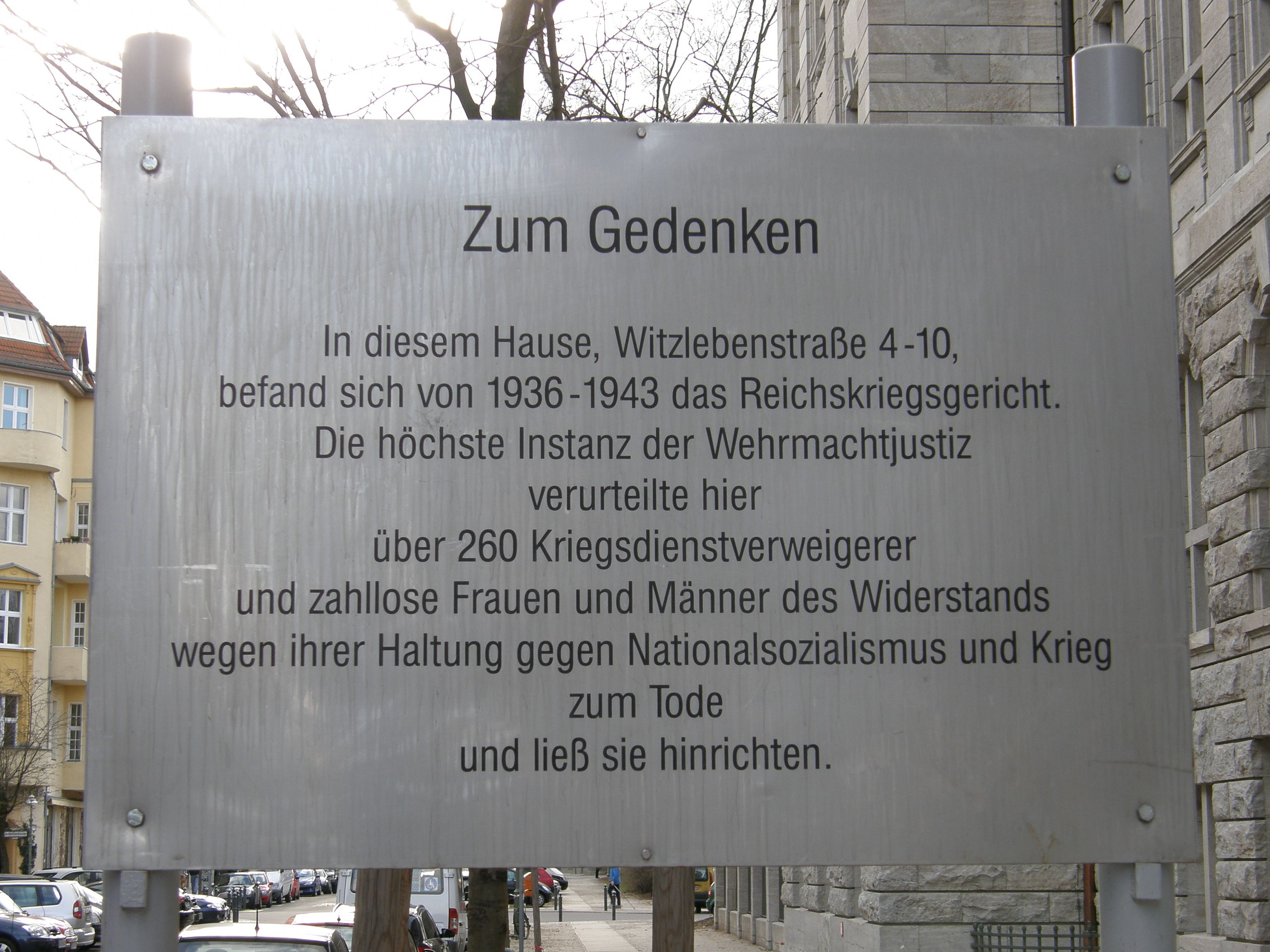
Plaque commémorant les objecteurs de conscience et les membres de la Résistance condamnés par le Reichskriegsgericht.

Pendant la Seconde Guerre mondiale, plus d'un millier de sentences de mort ont été prononcées par le tribunal, notamment pour haute trahison, espionnage, désertion et Wehrkraftzersetzung (« démoralisation des troupes »). Les condamnations concernaient également des Témoins de Jéhovah et autres fidèles en raison de leur refus de prendre les armes. Tout comme les Sondergerichte et le Volksgerichtshof, le RKG a de plus basé ses jugements sur le décret « Nuit et Brouillard » du 7 décembre 1941. En 1942/1943, le tribunal a mené de nombreuses procédures à l'encontre des membres de l’Orchestre rouge, groupe de résistants organisés autour de Harro Schulze-Boysen et d'Arvid Harnack.